# Mike (miniserie televisiva 2022)
Mike è una miniserie televisiva statunitense del 2022 creata da Steven Rogers che segue la vita del pugile Mike Tyson. È stata resa disponibile sulla piattaforma streaming Hulu a partire dal 25 agosto 2022.
Mike Tyson non è stato coinvolto nella produzione della serie e ha criticato Hulu per averla prodotta.
In Italia è disponibile su Disney+ come "Star Original".

## Trama
La serie racconta la carriera e la vita privata tra alti e bassi del pugile Mike Tyson.

## Episodi
| Stagione        | Episodi | Pubblicazione USA | Pubblicazione Italia |
| --------------- | ------- | ----------------- | -------------------- |
| Episodi di Mike | 8       | 2022              | 2022                 |

## Personaggi e interpreti
- Mike Tyson, interpretato da Trevante Rhodes e doppiato da Flavio Aquilone;
- Don King, interpretato da Russell Hornsby e doppiato da Dario Oppido;
- Cus D'Amato, interpretato da Harvey Keitel e doppiato da Ennio Coltorti;
- Robin Givens, interpretata da Laura Harrier;
- Camille D'Amato, interpretata da Grace Zabriskie;
- Lorna Mae, interpretata da Oluniké Adeliyi.

## Produzione
Per la serie, Steven Rogers si è riunito con vari collaboratori con cui aveva già lavorato al film Tonya nel 2017, tra cui il regista Craig Gillespie, e i produttori esecutivi Tom Ackerley, Margot Robbie, e Bryan Unkeless.

## Distribuzione
Mike ha debuttato il 25 agosto 2022 negli Stati Uniti sulla piattaforma streaming Hulu. 
In Italia la serie è stata resa disponibile con i primi quattro episodi su Disney+ come Star Original a partire dall'8 settembre 2022, il 15 settembre successivo sono usciti gli ultimi quattro episodi.